# Савинское (Архангельская область)
Са́винское — село в Плесецком районе Архангельской области.

## География
Село расположено вдоль нижнего течения реки Шелекса в нескольких километрах от рабочего посёлка Савинского.
Часовой пояс
Посёлок Савинское, как и вся Архангельская область, находится в часовой зоне МСК (московское время). Смещение применяемого времени относительно UTC составляет +3:00.

## Население
| 2002 | 2010 | 2012 |
| ---- | ---- | ---- |
| 432  | ↘209 | ↘193 |

## История
Село впервые упоминается в 1555/1556 году в составе Мехренгского стана Каргопольского уезда: 
Волостка Шелекса на реке на Емце, а в ней… 10 деревень и починков…
.
В XVIII—XX веках в центре волости на левом берегу Шелексы находился храмовый комплекс Шелековского прихода, состоявший к 1900 году из тёплой церкви Сретения Господня (1792) с приделом Николая Чудотворца и холодной шатровой церкви Воздвижения Креста Господня (1709) с приделом Антония Сийского. 
В 1890-е годы, во время строительства Московско-Ярославско-Архангельской железной дороги, село и окрестные лесозаготовки фотографировал Я. Ю. Соберг, профессиональный фотограф в г. Архангельске с 1907 года. В 1907 году село посетил художник и фотограф В. А. Плотников, запечатлевший церкви и дома Шелексы. 
В годы Гражданской войны и иностранной интервенции 1918—1920 гг. в районе Савинской (Шелековской) волости против белой армии и её союзников действовал красный партизанский отряд, состоявший из местных жителей и подчинявшийся 18-й стрелковой дивизии 6-й армии. Отряд был организован 28 ноября 1918 года, к февралю 1919 года в нём состояло 126 человек.
Село входило в состав Савинского городского поселения вплоть до его упразднения.

## Галерея
- Плотников В. А. «Деревня Шелекса Архангельской губернии». Акварель. 1907
- Плотников В. А. «Дом крестьянина в деревне Шелекса, Архангельской губернии». Акварель. 1907
- Плотников В. А. Сретенская церковь. Фотография. 1907
- Деревня Огарково. Памятник на братской могиле красных партизан Савинского отряда. 2013